# Albertonykus
Albertonykus is een geslacht van theropode dinosauriërs behorend tot de groep van de Alvarezsauridae dat tijdens het late Krijt leefde in het gebied van het huidige Noord-Amerika.

## Vondst en naamgeving
In 2002 voerde Philip John Currie opgravingen uit in het Dry Island Buffalo Jump Provincial Park om de oude groeve van Barnum Brown opnieuw te onderzoeken die veel botten van de gigantische tyrannosauride Albertosaurus had opgeleverd. Daarbij werden ook botjes gevonden van een kleine theropode die werden opgeslagen in het Royal Tyrrell Museum. In 2005 werden ze nader onderzocht door Nicholas Longrich die concludeerde dat het een nog onbekende soort alvarezsauride betrof.
De typesoort Albertonykus borealis werd in 2008/2009 benoemd en beschreven door Currie en Longrich. Het tijdschrift kwam pas feitelijk uit in februari 2009 dus dat laatste jaar geldt als jaartal van de benoeming. De geslachtsnaam verwijst naar de Canadese provincie Alberta; "nykus" is een verbastering van het Griekse nychos, "klauw", naar analogie met de alvarezsauride Mononykus. De soortaanduiding betekent "noordelijk".
De gevonden fossielen stammen uit de Horseshoe Canyon Formation die dateert uit het vroege Maastrichtien, zeventig miljoen jaar geleden. Het holotype is TMP 2001.45.91, een linkerellepijp vergroeid met het spaakbeen. Daarnaast zijn er nog andere fragmenten gevonden van ook de achterpoten, die afkomstig zijn van minstens twee individuen. Deze zijn aangewezen als paratypen. Het betreft de specimina RTMP 99.50.110: een derde kootje van een derde teen; RTMP 2000.45.8: een eerste kootje van een derde teen; RTMP 2000.45.12: een derde middenvoetsbeen; RTMP 2000.45.31: de bovenkant van een scheenbeen; RTMP 2000.45.61: het eerste kootje van een tweede teen; RTMP 2000.45.85: de bovenkant van een tweede of vierde middenvoetsbeen; RTMP 2000.45.86: een duimklauw; RTMP 2000.45.97: een teenkootje; RTMP 2000.45.98: een scheenbeen; RTMP 2003.45.51: een teenkootje; RTMP 2003.45.52: een derde middenvoetsbeen; RTMP 2003.58.8: een tweede kootje van een tweede teen; UALVP 48636: een eerste kootje van een vierde teen.

## Beschrijving
Albertonykus is een warmbloedige bevederde theropode. Gregory S. Paul schatte in 2010 de lichaamslengte op 1,1 meter, het gewicht op vijf kilogram. De ellepijp is zevenentwintig millimeter lang, het scheenbeen 191 millimeter.

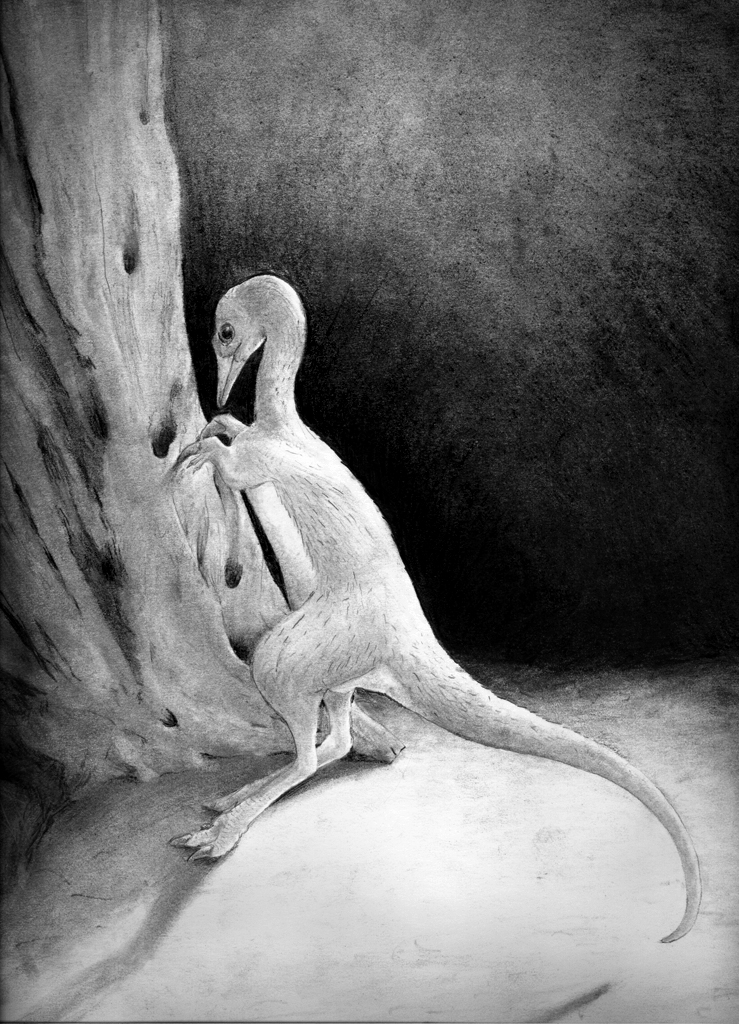
Albertonykus verwijdert boombast

De beschrijvers stelden enkele onderscheidende kenmerken vast. Sommige daarvan bleken achteraf niet zo onderscheidend te zijn. Zo is een ellepijp met twee gewrichtsfacetten met het opperarmbeen een oorspronkelijk kenmerk of symplesiomorfie. Een ellepijp met een groot raakvlak met het spaakbeen komt bij alle bekende alvarezsauriden voor en is dus hun synapomorfie. Een derde middenvoetsbeen met een scherpe kiel en een vlakke voorkant komt ook voor bij "Ornithomimus" minutus. Deze fouten weerspiegelden het gebrek aan ervaring bij Currie en Longrich met deze diergroep. Wel echte autapomorfieën zijn: de ellepijp is extreem afgeplat, met een breedte die 35% bedraagt van de lengte; de ellepijp heeft een bult op de binnenzijde; de duimklauw heeft Y-vormige zijgroeven; de groeve aan de onderkant van de duimklauw loopt naar boven door tot het foramen aan deze zijde; de crista fibularis van het scheenbeen is sterk gereduceerd.
Het scheenbeen is lichtgebouwd en zeer langgerekt. De beschrijvers reconstrueerden Albertonykus met zeer lange achterpoten. Het vierde kootje van de vierde teen heeft een hoefijzervorm in doorsnede door een inkeping aan de achterkant/onderzijde, net als bij Mononykus.

## Fylogenie
Albertonykus is volgens een kladistische analyse, voornamelijk uitgevoerd op basis van de vorm van de armen, het zustertaxon van de Mononykinae. De beschrijvers zien dit als een bevestiging van de hypothese dat de Alvarezsauridae in Zuid-Amerika ontstaan zijn en zich daarna via Noord-Amerika naar Azië hebben verspreid. Albertonykus is daarbij de oudste alvarezsauride die uit Noord-Amerika bekend is.

## Levenswijze
De beschrijvers voerden ook een functionele analyse van de eigenaardige korte armen met één vergrote klauw van de Alvarezsauridae uit en concludeerden dat de vaak geuite hypothese dat ze dienden voor het openwerken van termietenheuvels waarschijnlijk niet juist is omdat ze daarvoor te zwak en te kort zijn — en termieten die heuvels bouwen pas verschijnen in het Eoceen. Ze opperen een alternatieve hypothese dat ze gebruikt werden voor het schudden van stammen of struiken om insecten naar beneden te laten vallen of het verwijderen van boombast om daaronder insectenlarven te vinden, iets wat ondersteund wordt door de recente vondst van gefossiliseerde boomstammen met sporen van mieren- of termietengangen in de bast. Omdat mieren in het Krijt nog geen belangrijk deel uitmaakten van de fauna, bestond de vermoedelijk prooi uit leden van de in hout gravende termietengroep van de Termopsidae.